# IEEE 802.1p
802.1p è una codifica standard delle tipologie di traffico dati con relative prioritizzazioni previste nello standard di rete IEEE 802.1D. Il nome deriva dal nome del gruppo di lavoro che originariamente l'ha sviluppata.
IEEE P802.1p fu il gruppo di lavoro che negli anni 1995–98 ebbe l'incarico di definire le classi di traffico dati e dei filtri dinamici per le comunicazioni multicast previsti dallo standard IEEE 802.1D. Svilupparono, così, un meccanismo per implementare a livello 2 il Quality of Service (QoS).

## Classi di servizio
802.1p definisce otto differenti classi di servizio che sono definibili con i tre bit del campo user_priority di un frame ethernet che adotta la codifica prevista da IEEE 802.1Q. Non ci sono indicazioni sulle modalità di gestione e implementazione di questi livelli di priorità che sono lasciati alle implementazioni dei singoli vendor.
L'IEEE, in ogni modo, ha pubblicato alcune raccomandazioni:
| Livello di priorità (dal più basso al più alto) | Acronimo | Tipo di traffico                   |
| ----------------------------------------------- | -------- | ---------------------------------- |
| 0 (Default)                                     | BE       | Best Effort                        |
| 1                                               | BK       | Background                         |
| 2                                               | EE       | Excellent Effort                   |
| 3                                               | CA       | Critical Applications              |
| 4                                               | VI       | Video, < 100 ms latency and jitter |
| 5                                               | VO       | Voice, < 10 ms latency and jitter  |
| 6                                               | IC       | Internetwork Control               |
| 7                                               | NC       | Network Control                    |